# 達納蝰魚
達納蝰魚（学名：[Chauliodus danae] 错误：{{Lang}}：文本有斜体标记（帮助））为輻鰭魚綱巨口鱼目巨口鱼科的其中一種。分布於大西洋熱帶至亞熱帶及西北太平洋的加拿大海域，為深海魚類，棲息深度可達500公尺，體長可達15公分，以魚類及甲殼類為食。

## 外部連結
- 達納蝰魚的圖片 （页面存档备份，存于）

## 扩展阅读
維基物種上的相關：達納蝰魚